# Valle de Oca
Valle de Oca község Spanyolországban, Burgos tartományban. Valle de Oca Belorado, Villafranca Montes de Oca, Villambistia, Espinosa del Camino, Cerratón de Juarros, Alcocero de Mola és Carrias községekkel határos. Lakosainak száma 163 fő (2024).

## Népesség
A település népessége az utóbbi években az alábbiak szerint változott:
| Lakosok száma | 229  | 226  | 215  | 192  | 184  | 162  | 156  | 163  | 169  | 163  |
|               | 2001 | 2004 | 2006 | 2009 | 2011 | 2014 | 2016 | 2019 | 2021 | 2024 |